# Pachytrype
Pachytrype är ett släkte av svampar. Pachytrype ingår i familjen Calosphaeriaceae, ordningen Calosphaeriales, klassen Sordariomycetes, divisionen sporsäcksvampar och riket svampar.
|            | Calosphaeria                                                                     |
|            |                                                                                  |
|            | Wegelina                                                                         |
|            |                                                                                  |
|            | Natantiella                                                                      |
|            |                                                                                  |
|            | Phaeocrella                                                                      |
|            |                                                                                  |
|            | Togniniella                                                                      |
|            |                                                                                  |
|            | Calosphaeriophora                                                                |
|            |                                                                                  |
| Pachytrype | \| \| Pachytrype princeps \| \| \| \| \| \| Pachytrype graphidioides \| \| \| \| |
|            | \| \| Pachytrype princeps \| \| \| \| \| \| Pachytrype graphidioides \| \| \| \| |
|            | Jattaea                                                                          |
|            |                                                                                  |
|            | Phragmocalosphaeria                                                              |
|            |                                                                                  |
|            | Kacosphaeria                                                                     |
|            |                                                                                  |
|            | Pachytrype princeps                                                              |
|            |                                                                                  |
|            | Pachytrype graphidioides                                                         |
|            |                                                                                  |

|  | Pachytrype princeps      |
|  |                          |
|  | Pachytrype graphidioides |
|  |                          |